# Doopsgezinde Kerk (Middelburg)

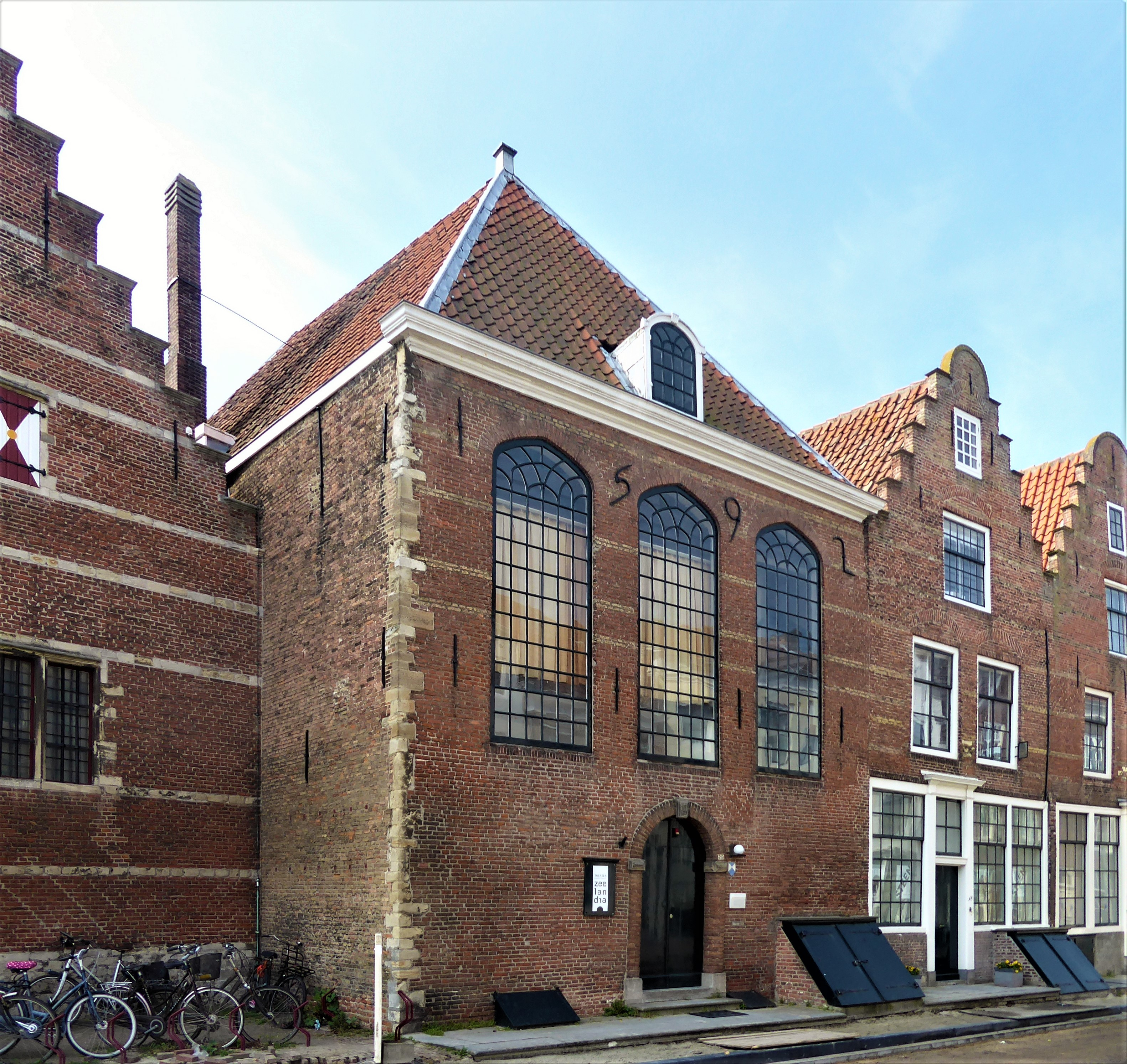
Die ehemalige Doopsgezinde Kerk in Middelburg

Die Doopsgezinde Kerk (deutsch Taufgesinnte Kirche) ist eine säkularisierte mennonitische Kirche in Middelburg in der Provinz Zeeland. Das Kirchengebäude ist als Rijksmonument eingestuft und wird heute als Theater genutzt.

## Geschichte
Die in die Häuserfront eingebaute frühere mennonitische Kirche trägt zur Straße den Jahresanker „1592“. Das Gebäude entstand ursprünglich als Seifensiederei und wurde 1629 zur Saalkirche umgebaut. Die Fenster mit Gusseiseneinfassung stammen aus der Zeit um 1860. 1889 wurde die Kirche an die Heilsarmee verkauft, nachdem die Mennoniten an anderer Stelle in der Innenstadt von Middelburg eine neue größere Kirche errichten konnten. Die Heilsarmee nutzte das Gebäude bis zum Jahr 2007. Die Ausstattung der Kirche wurde durch die mennonitische Gemeinde in den Neubau überführt und umfasst die originalen Kirchenbänke, die Kanzel sowie die Orgel, die 1890 durch die Firma Orgelbau Bakker & Timmenga errichtet wurde. Sie enthält Teile von Vorgängerorgeln von 1760, 1841 und 1850.